# Чжаньхэ
Чжаньхэ́ (кит. упр. 湛河, пиньинь Zhànhé) — район городского подчинения городского округа Пиндиншань провинции Хэнань (КНР). Район назван в честь реки Чжаньхэ.

## История
В марте 1957 года решением Госсовета КНР был создан город Пиндиншань. В 1962 году был образован Пригородный район (郊区) Пиндиншаня. В 1994 году Пригородный район был переименован в район Чжаньхэ.

## Административное деление
Район делится на 6 уличных комитетов, 1 посёлок и 1 волость.